# CD79B
CD79B (англ. CD79b molecule) – білок, який кодується однойменним геном, розташованим у людей на короткому плечі 17-ї хромосоми. Довжина поліпептидного ланцюга білка становить 229 амінокислот, а молекулярна маса — 26 048.
| 10         |  | 20         |  | 30         |  | 40         |  | 50         |
| ---------- |  | ---------- |  | ---------- |  | ---------- |  | ---------- |
| MARLALSPVP |  | SHWMVALLLL |  | LSAEPVPAAR |  | SEDRYRNPKG |  | SACSRIWQSP |
| RFIARKRGFT |  | VKMHCYMNSA |  | SGNVSWLWKQ |  | EMDENPQQLK |  | LEKGRMEESQ |
| NESLATLTIQ |  | GIRFEDNGIY |  | FCQQKCNNTS |  | EVYQGCGTEL |  | RVMGFSTLAQ |
| LKQRNTLKDG |  | IIMIQTLLII |  | LFIIVPIFLL |  | LDKDDSKAGM |  | EEDHTYEGLD |
| IDQTATYEDI |  | VTLRTGEVKW |  | SVGEHPGQE  |  |            |  |            |

A: Аланін

C: Цистеїн

D: Аспарагінова кислота

E: Глутамінова кислота

F: Фенілаланін

G: Гліцин

H: Гістидин

I: Ізолейцин

K: Лізин

L: Лейцин

M: Метіонін

N: Аспарагін

P: Пролін

Q: Глутамін

R: Аргінін

S: Серин

T: Треонін

V: Валін

W: Триптофан

Кодований геном білок за функцією належить до фосфопротеїнів. 
Задіяний у таких біологічних процесах, як адаптивний імунітет, імунітет, альтернативний сплайсинг. 
Локалізований у клітинній мембрані, мембрані.